# Henry Winkler
Henry Franklin Winkler, född 30 oktober 1945 på Manhattan i New York, är en amerikansk skådespelare, filmproducent och regissör.

## Biografi
Henry Winklers föräldrar var tyska judar som immigrerade till USA 1939. Han växte upp i New York och i familjens hus på landet i Lake Mahopac i New York.
Winkler är mest förknippad med rollen som Arthur "Fonzie" Fonzarelli i komediserien Gänget och jag (1974). Han medverkade även i pilotavsnittet av Mork & Mindy (1978) i samma roll. Han har även producerat filmer och TV-serier, och var till exempel exekutiv producent för actionserien MacGyver (1985). Winkler har även medverkat i TV-serien Tredje skiftet och hade en olistad roll i Scream (1996) som rektor Arthur Himbry. Han har även haft småroller i serier som Numb3rs och Advokaterna.
2003–2005 och 2013 medverkade Winkler i TV-serien Arrested Development, i rollen som en misslyckad advokat vid namn Barry Zuckerkorn.
Winkler är kusin till Richard Belzer och studerade drama på Emerson College i Boston. När han gjorde en dokumentär om dyslexi upptäckte han att han själv led av det.
Sedan den 5 maj 1978 är han gift med Stacey Weitzman och han har dottern Zoe Emily Winkler (född 1980) och sonen Max Winkler (född 1983).

## Filmografi (i urval)
- 1974–1984 – Gänget och jag (TV-serie) (255 avsnitt)
- 1974 – Adjö till gänget
- 1977 – Hjältar
- 1978 – Mork & Mindy (TV-serie) (ett avsnitt, pilotavsnittet)
- 1982 – Årets man
- 1985–1992 – MacGyver (TV-serie) (exekutiv producent)
- 1989 – Asterix - bautastenssmällen (röst till Asterix, amerikansk dubbning)
- 1993 – En och en halv snut (regi)
- 1996 – Scream (okrediterad)
- 1998 – Waterboy
- 1999 – Simpsons (TV-serie) (avsnittet "Take My Wife, Sleaze")
- 1999–2000 – Advokaterna (TV-serie) (tre avsnitt)
- 2000 – Little Nicky
- 2003–2018 – Arrested Development (TV-serie) (26 avsnitt)
- 2004 – Tredje skiftet (TV-serie) (tre avsnitt)
- 2006 – Click
- 2007 – I Could Never Be Your Woman
- 2008 – Jiddra inte med Zohan
- 2008–2009 – Numb3rs (TV-serie) (tre avsnitt)
- 2009 – Sit Down, Shut Up (TV-serie)
- 2012 – Here Comes the Boom
- 2013–2015 – Parks and Recreation (TV-serie) (nio avsnitt)
- 2018–2019 – Barry (TV-serie)
- 2019 – American Dad! (TV-serie)
- 2020 – Scoob!
- 2021 – Ducktales (TV-serie)
- 2021 – Monster på jobbet (TV-serie)
- 2025 – Normal

## Utmärkelser
- Jane Fonda Humanitarian Award,  1988[2]
- Primetime Emmy Award för bästa manliga biroll i en komediserie, för Barry,  2018
- Stjärna på Hollywood Walk of Fame
- Officer av Brittiska imperieorden

[Redigera Wikidata]